# Jodid rtuťnatý
Jodid rtuťnatý (HgI2) je anorganická sloučenina mající podobu červenooranžových krystalů. Na rozdíl od chloridu rtuťnatého se špatně rozpouští ve vodě. V přírodě se vyskytuje jako velmi vzácný minerál kokcinit.
Jodid rtuťnatý vykazuje termochromismus; při zahřátí nad 127 °C podléhá fázové přeměně z krystalické formy alfa na světle žlutou formu beta. Po ochlazení nabývá zpět původní barvu. Často se používá k demonstraci uvedeného jevu.
Jodid rtuťnatý je polovodičem používaným pro detekci rentgenového a záření gama a pro zobrazovací zařízení pracující při pokojové teplotě. Používá se také na přípravu Nesslerova činidla používaného k důkazu přítomnosti amoniaku. Může se vyskytovat jako sraženina v mnoha reakcích.
V medicíně se HgI2 dříve používal pro léčbu syfilidy. Ve veterinární medicíně se stále používá do mastí na puchýře při exostóze, při zvětšení kloubních váčků apod.